# Eyre Coote
Ne doit pas être confondu avec Eyre Coote (officier britannique).
Eyre Coote, né en 1726 à Kilmallock dans le comté de Limerick, en Irlande, et mort le 28 avril 1783 à Madras, aujourd'hui Chennai, était un lieutenant général britannique.

## Biographie
Il prend part aux combats opposant la France et l'Angleterre en Inde, jouant un rôle important dans la prise de Calcutta, dont il devient gouverneur. Il prend également Houghly et Chandernagor en 1757, puis contribue à la bataille de Plassey le 23 juin de cette même année. En 1760, il bat Lally-Tollendal, avant de le contraindre à capituler dans Pondichéry en 1762.
Il remporte plusieurs victoires face à Haidar Alî, à Porto-Novo (1781) et à Arni (1782). Il meurt l'année suivante à Madras ; un monument est érigé en son honneur dans l'abbaye de Westminster.

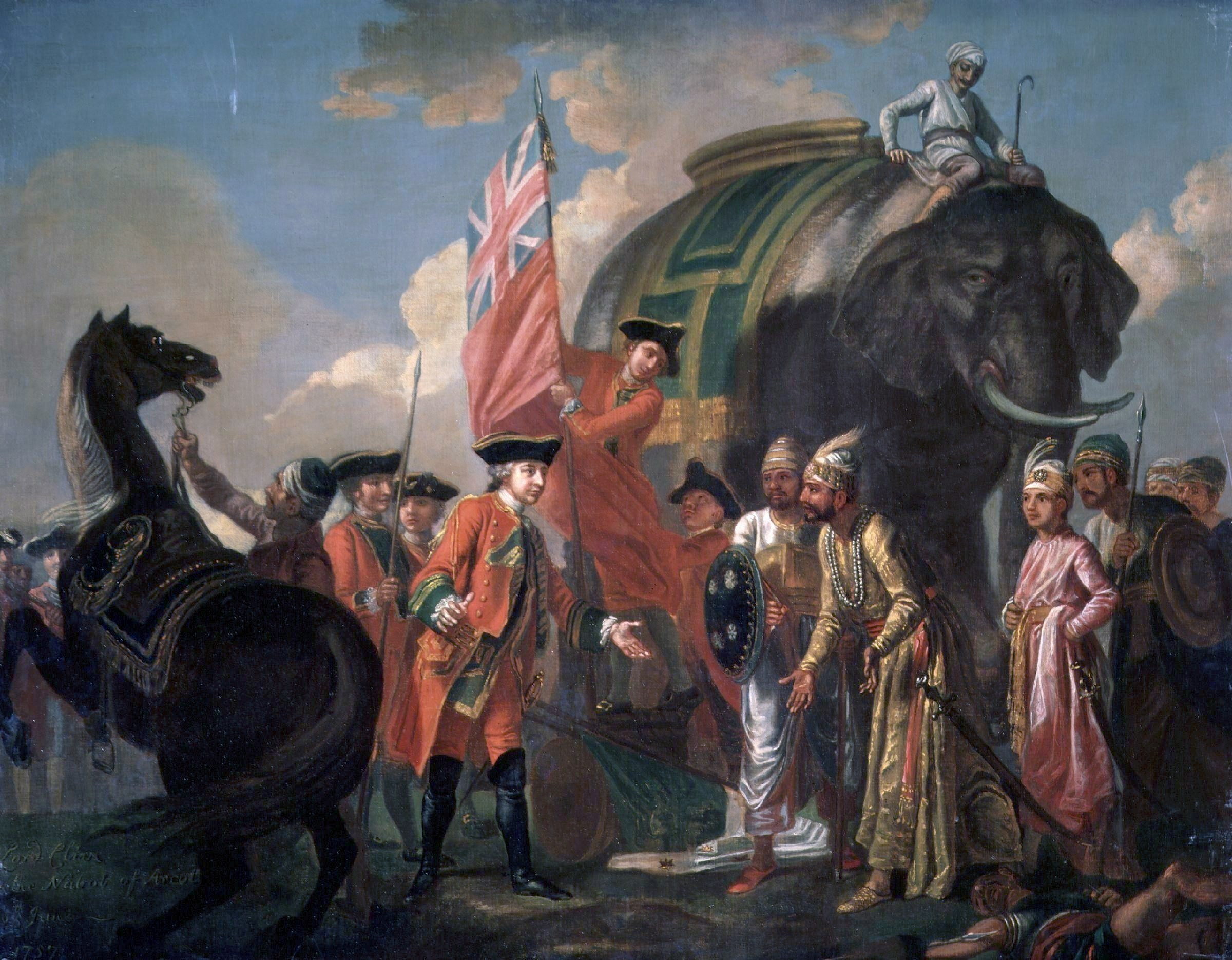
Coote a servi sous le commandement de Clive pendant la bataille de Plassey en 1756 lorsqu'il se distingua pour la première fois.
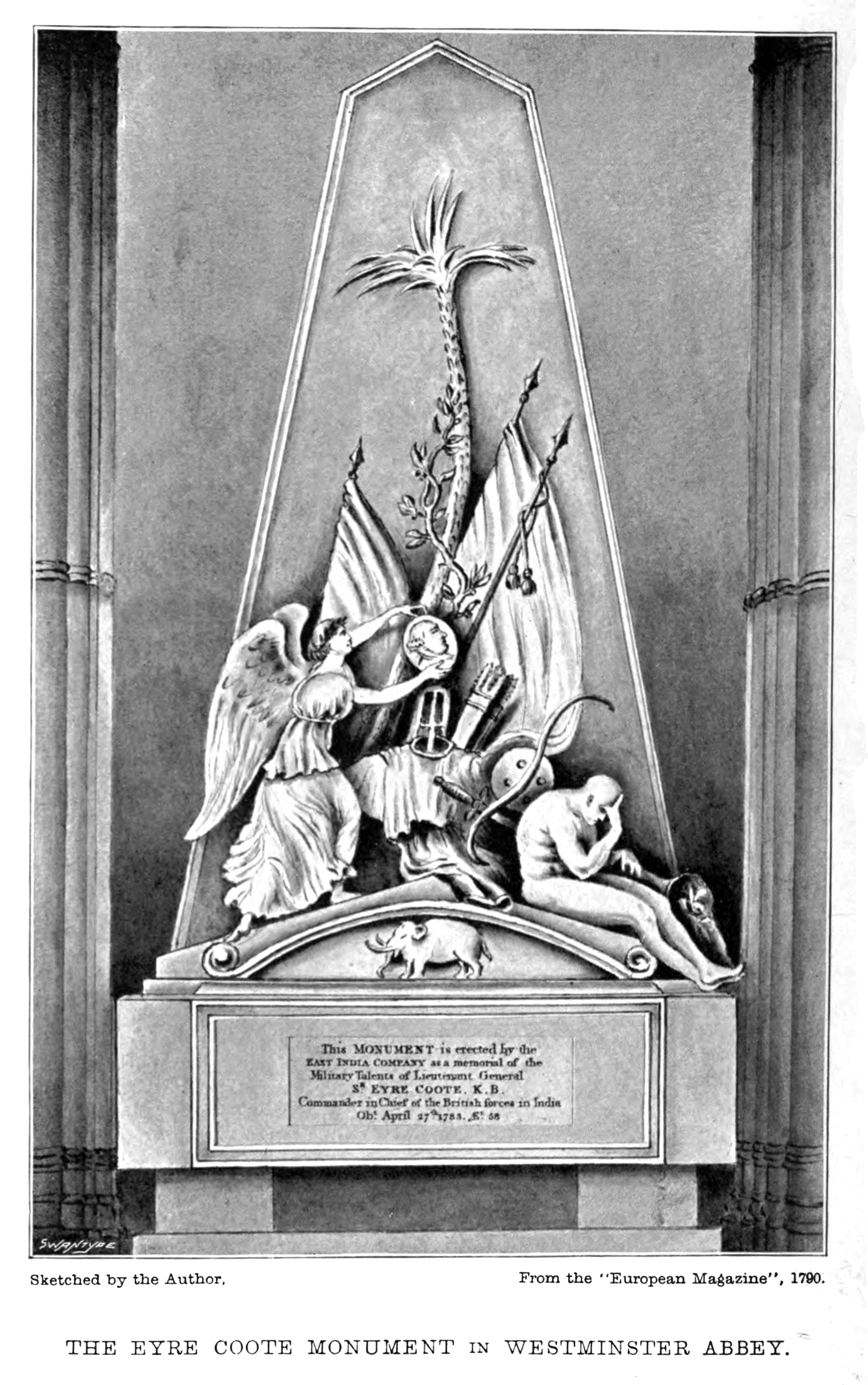
Mémorial à l'abbaye de Westminster.